# Бугар Сергій Сергійович
Сергі́й Сергі́йович Бугар — солдат Збройних сил України.
Військовик частини, яка в мирний час дислокується на території Житомирської області.

## Нагороди
31 жовтня 2014 року за особисту мужність і героїзм, виявлені у захисті державного суверенітету та територіальної цілісності України, вірність військовій присязі під час російсько-української війни, відзначений — нагороджений орденом «За мужність» III ступеня.